# Cephaloziella dentata
Cephaloziella dentata là một loài rêu trong họ Cephaloziellaceae. Loài này được Raddi Mig. mô tả khoa học đầu tiên năm 1904.